# Cantonul Meymac
Cantonul Meymac este un canton din arondismentul Ussel, departamentul Corrèze, regiunea Limousin, Franța.

## Comune
- Alleyrat
- Ambrugeat
- Combressol
- Darnets
- Davignac
- Maussac
- Meymac (reședință)
- Péret-Bel-Air
- Saint-Sulpice-les-Bois
- Soudeilles